# Kaledonska orogenesen
Kaledonska orogenesen kallas den bergskedjebildning som bildade Kaledoniderna. 
Den påbörjades i slutet av kambrium då oceanskorpan under Iapetushavet trycktes ned i subduktionszoner. Under silur hade all oceanskorpa försvunnit vid subduktionzonerna och det blev en kollision mellan två kontinenter där Baltika trycktes in under Laurentia. Skollorna bildades genom att Baltika hyvlades av och berggrunden förflyttades åt öster (i dagens väderstreck).